# Попков, Юрий Соломонович
Ю́рий Соломо́нович Попко́в (род. 16 октября 1937, Ворошиловград) — советский и российский учёный, специалист в области информационных технологий и автоматизации сложных систем, академик РАН, доктор технических наук, профессор, директор Института системного анализа РАН с 2002 г. по июнь 2015 (когда ИСА РАН включён в ФИЦ ИУ РАН и как отдельное юрлицо более не выделяется), автор более 130 научных работ, в числе которых 10 монографий.

## Биография
Сын профессора Соломона Львовича Попкова, автора монографий «Следящие системы» (1963), «Непрерывные и дискретные следящие системы» (1964), «Общие методы исследования замкнутых систем автоматического управления», «Автоматическое регулирование и управление процессами переработки зерна» и других.
После окончания МЭИ (1960) Ю. С. Попков начинает трудовую деятельность в лаборатории Якова Залмановича Цыпкина в Институте автоматики и телемеханики (ныне ИПУ РАН). Я. З. Цыпкин определил и первые научные задачи для нового сотрудника, ими стали задачи экстремального регулирования, решения которых легли в основу кандидатской диссертации Ю. С. Попкова (1964).
Следующей темой стало исследование вопросов идентификации и управления нелинейными системами, по итогам которых уже через 6 лет (1970) Юрий Соломонович защитил докторскую диссертацию.
При участии Я. З. Цыпкина и в ходе многочисленных обсуждений с ним к 1972 г. научные интересы Ю. С. Попкова перемещаются в сторону синтеза описаний и решения проблем управления макросистемами, производится поиск решения новых задач, создания новых способов идентификации и управления.
Новое направление исследований в большей степени соответствует направленности Институт системных исследований АН СССР (позже — ИСА РАН), куда акад. С. В. Емельянов пригласил Юрия Соломоновича создать и возглавить Лабораторию динамики макросистем. С 1985 г. Ю. С. Попков назначается руководителем созданного в ИСИ РАН Отдела моделирования и управления макросистемами, а с 1990 по 2002 гг. — зам. директора по науке ИСА РАН. В 2000 г. Ю. С. Попкова избирают членом-корреспондентом РАН, с 2002 г. по 2015 г. он являлся директором ИСА РАН. В 2016 г. — избран академиком РАН..
Ю. С. Попков основал научную школу в области автоматизации и математического моделирования сложных стохастических систем. Им были предложены эффективные методы исследования динамики стохастических систем с разрывными нелинейностями, которые активно развиваются в теории оптимизации и идентификации стохастических динамических систем.
Ю. С. Попков является членом редколлегии журналов «Автоматика и телемеханика» РАН, «Вестник Российского университета дружбы народов. Серия: Инженерные исследования», заместителем главного редактора журнала «Информационные технологии и вычислительные системы» РАН.

## Награды и премии
Ю. С. Попков награждён
- орденом Дружбы (3 июля 2008 года) — за заслуги в области образования, науки и большой вклад в подготовку квалифицированных специалистов,[3],
- ему присвоено почётное звание заслуженного деятеля науки Российской Федерации (15 июня 1999 года) — за заслуги в научной деятельности.[4]
- Медаль «В память 850-летия Москвы» (1997);
- Медаль «Ветеран труда»[5]
- Почётная грамота Президента Российской Федерации (5 февраля 2024 года) — за заслуги в развитии отечественной науки, многолетнюю плодотворную деятельность и в связи с 300-летием со дня основания Российской академии наук[6]

## Преподавание
С 1974 г. преподавал (профессор) МИРЭА, а с 1992 г. является профессором Московского физико-технического института, заведовал кафедрой «Системные исследования» МФТИ.
Профессор кафедры нелинейных динамических систем и процессов управления ВМК МГУ с 2012 г. (по совм.).
Профессор кафедры информационно-телекоммуникационных систем и технологий Белгородского ГНИУ (без ауд. нагрузки)
В 2014—2016 гг. являлся заведующим кафедрой «Математические методы системного анализа» Института системного анализа ФИЦ ИУ РАН на Отделении прикладной математики и информатики Высшей школы экономики.

## Из библиографии
- Попков Ю. С., Киселёв О. Н., Петров Н. П. Идентификация и оптимизация нелинейных стохастических систем. — М.: Энергия, 1976. — 440 с. — 5000 экз.
- Статистическая теория автоматических систем с динамической частотно-импульсной модуляцией / Ю. С. Попков, А. А. Ашимов, К. Ш. Асаубаев. — М.: Наука, 1988. — 254 с. : граф.; 21 см. — (Теорет. основы техн. кибернетики).; ISBN 5-02-013896-7